# Mount Carroll, Illinois
Mount Carroll là một thành phố thuộc quận Carroll, tiểu bang Illinois, Hoa Kỳ. Năm 2010, dân số của thành phố này là 1717 người.

## Dân số
Dân số qua các năm:
- Năm 2000: 1832 người.
- Năm 2010: 1717 người.